# 厚檐小檗
厚檐小檗（学名：Berberis crrasilimba）是小檗科小檗属的植物，是中国的特有植物。分布在中国大陆的四川、云南等地，生长于海拔3,600米的地区，多生在开阔石坡上和向阳坡地，目前尚未由人工引种栽培。